# Storico municipio
Lo Storico municipio, ex ospizio di San Carlo, è stato la sede storica del municipio della città di Santa Maria Capua Vetere dall'anno 1800, quando il comune era ancora denominato Santa Maria Maggiore, fino alla fine anni ottanta del novecento. Si trova in via Cappabianca e dal gennaio 2018 ospita gli uffici della presidenza del tribunale di Santa Maria Capua Vetere.
Con delibera di giunta del comune di Santa Maria Capua Vetere n. 184/2018 l'edificio ha acquisito la nuova denominazione ufficiale di "Palazzo San Carlo - Municipio Storico" in ragione delle sue due funzioni storiche prima di ospizio dedicato proprio a San Carlo e poi di municipio cittadino.

## Storia
Lo Storico municipio è nato come convento delle suore di Gerusalemme. Nel 1549 le suore cedettero la struttura all'ordine dei Servi di Maria (padri serviti), che realizzarono in esso l'"ospizio di San Carlo".
Nel 1800 i padri serviti lasciarono al comune di Santa Maria Maggiore la proprietà dello stabile, che ospitò il municipio. 
Nel 1858, però, il monastero di Santa Patrizia in Napoli rivendicò la proprietà dall'immobile e degli adiacenti giardini. Il comune vinse la controversia legale e negli anni seguenti intervenne sull'edificio con opere di restauro e con un innalzamento dell'edificio a tre piani.
Alla fine degli anni ottanta del novecento, la sede municipale venne spostata e l'edificio restò in stato di abbandono. Dopo un lungo restauro è stato riaperto al pubblico il 16 dicembre 2017.
Nel gennaio 2018 viene dato in concessione al Ministero della giustizia per ospitare gli uffici della presidenza del tribunale di Santa Maria Capua Vetere.

## Descrizione
Lo "Storico municipio" richiama nella sua architettura originaria altri edifici storici della città (in particolare il teatro Garibaldi e il casamento scolastico del Principe di Piemonte).
La struttura, a tre livelli, affaccia su un ampio giardino. 
Il piano terra presenta un porticato a tre arcate, con resti di antichi affreschi sulle pareti interne.
Al primo piano si trova l'ex sala consiliare, che presenta affreschi sull soffitto e i rilievi di due scudi, collocati alle estremità opposte della sal con le scritte "Patria" e "Rex" (collocato all'epoca del Regno d'Italia e al quale fu sovrapposta la scritta "Res publica" a seguito della caduta della monarchia). 
È inoltre presente una sala con affreschi raffiguranti gli stemmi della città e della provincia casertana.

Foto dello Storico Municipio
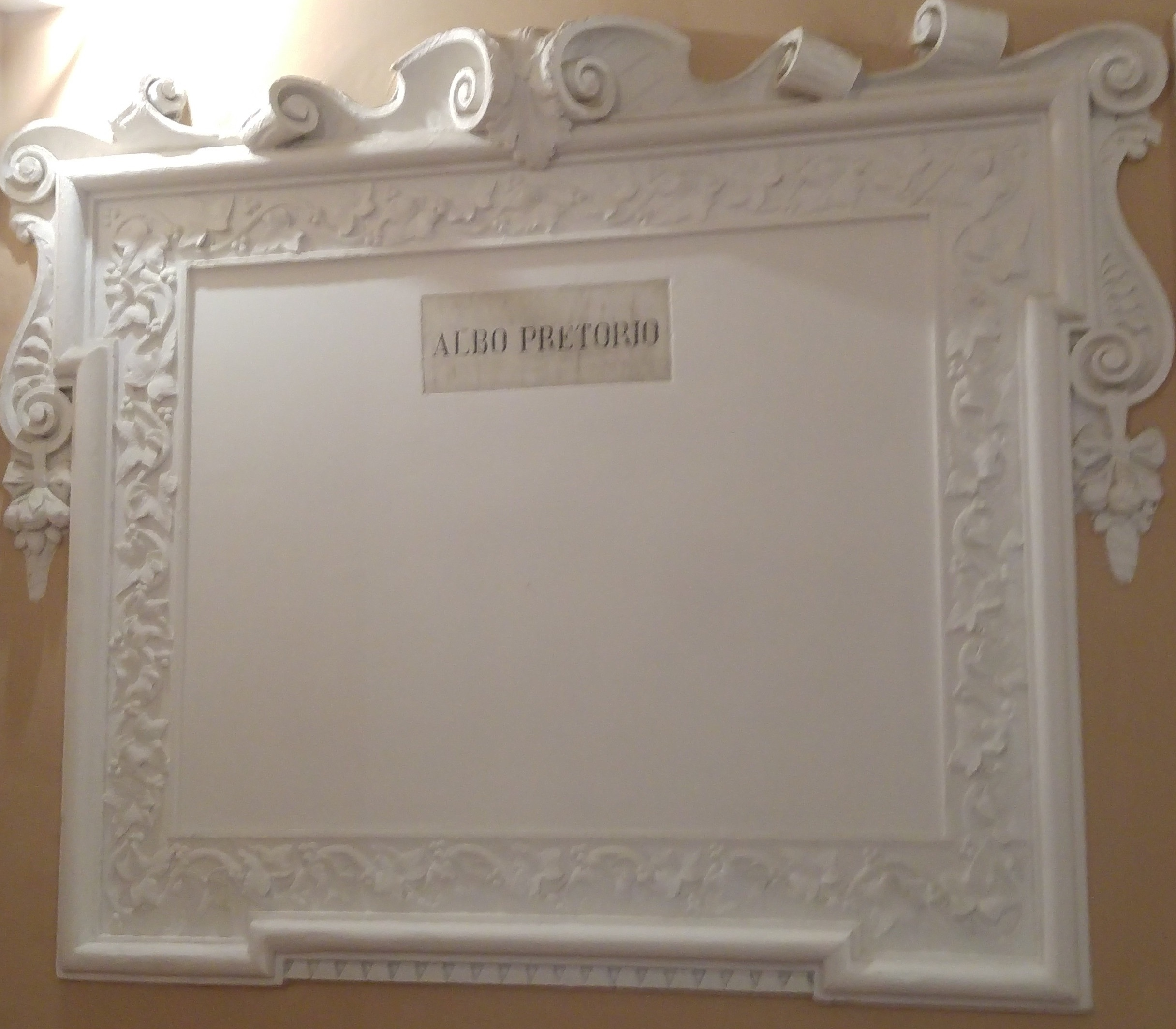
Albo pretorio
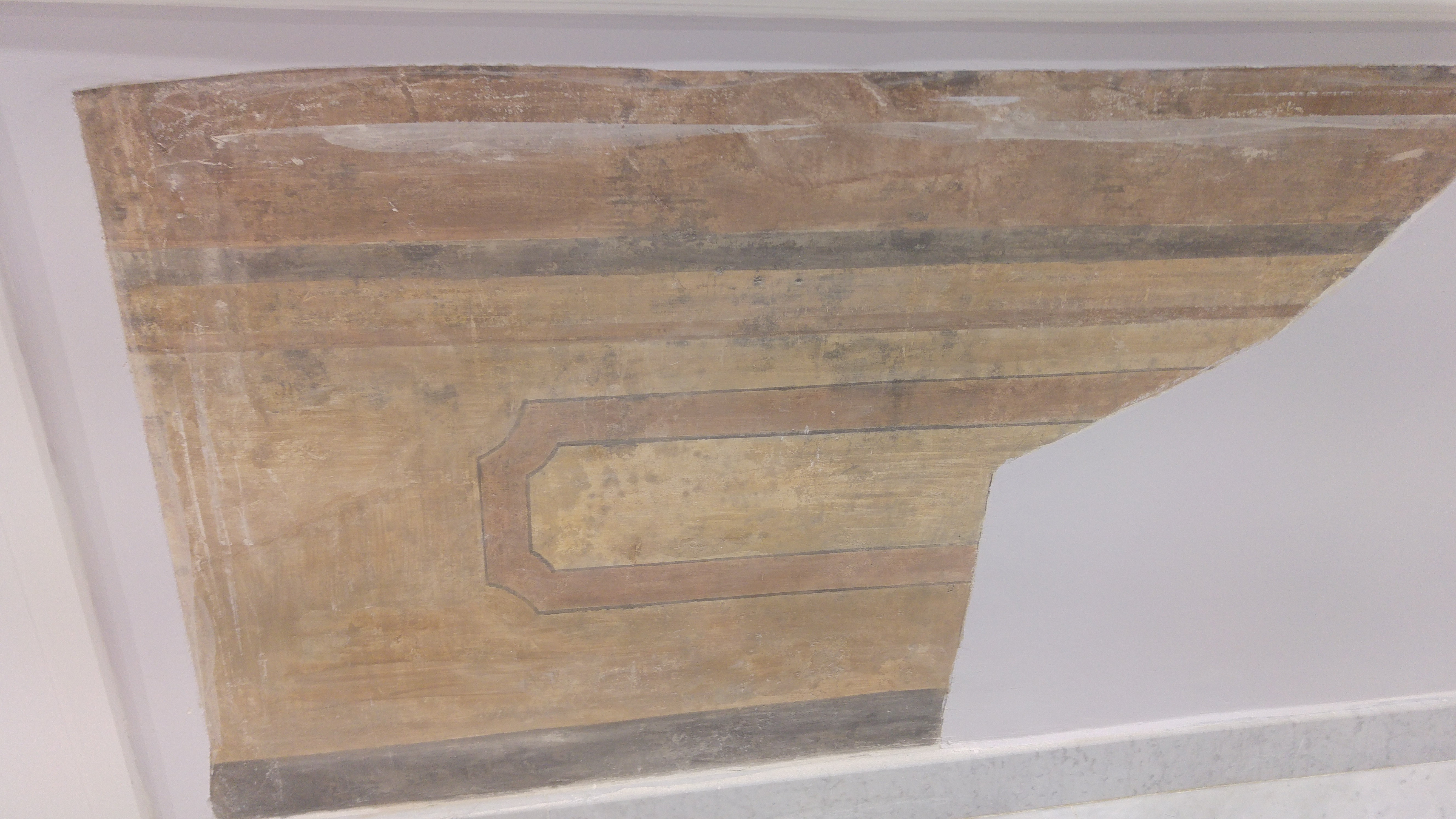
I resti di un affresco parietale
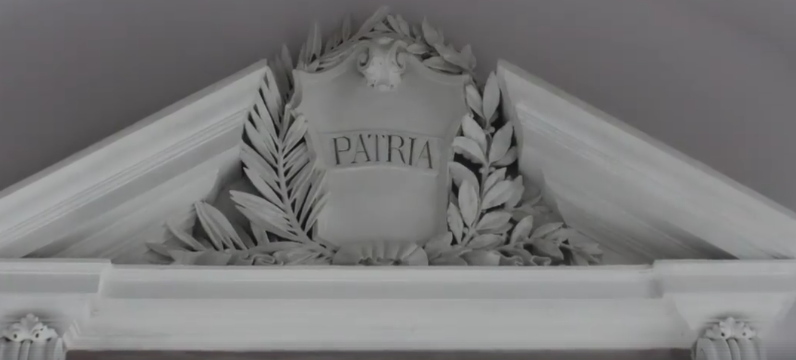
Altorilievo con scritta "Patria"
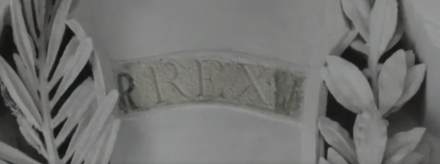
Dettaglio dell'altorilievo con scritta "Rex"
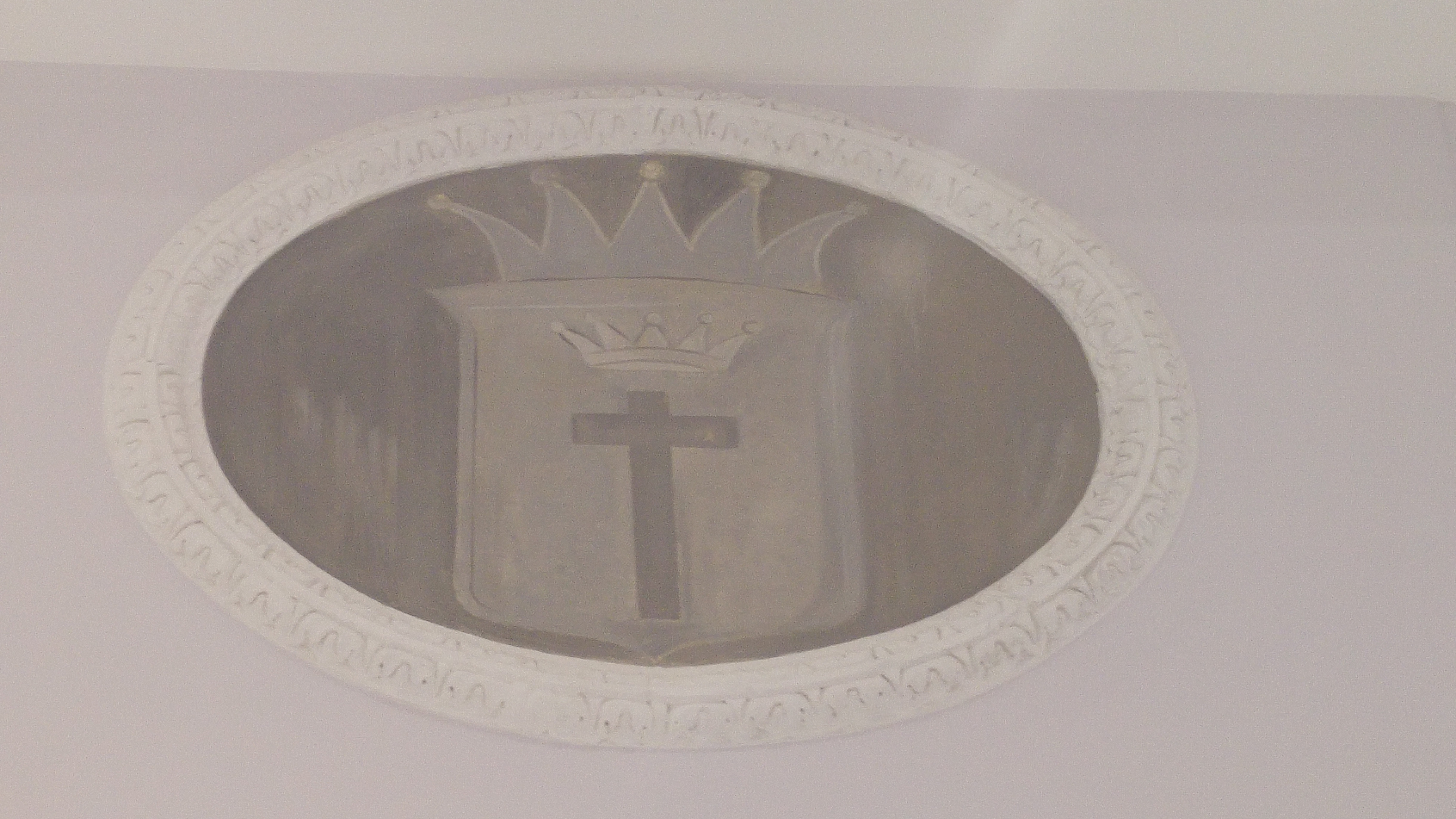
Affresco con stemma della città
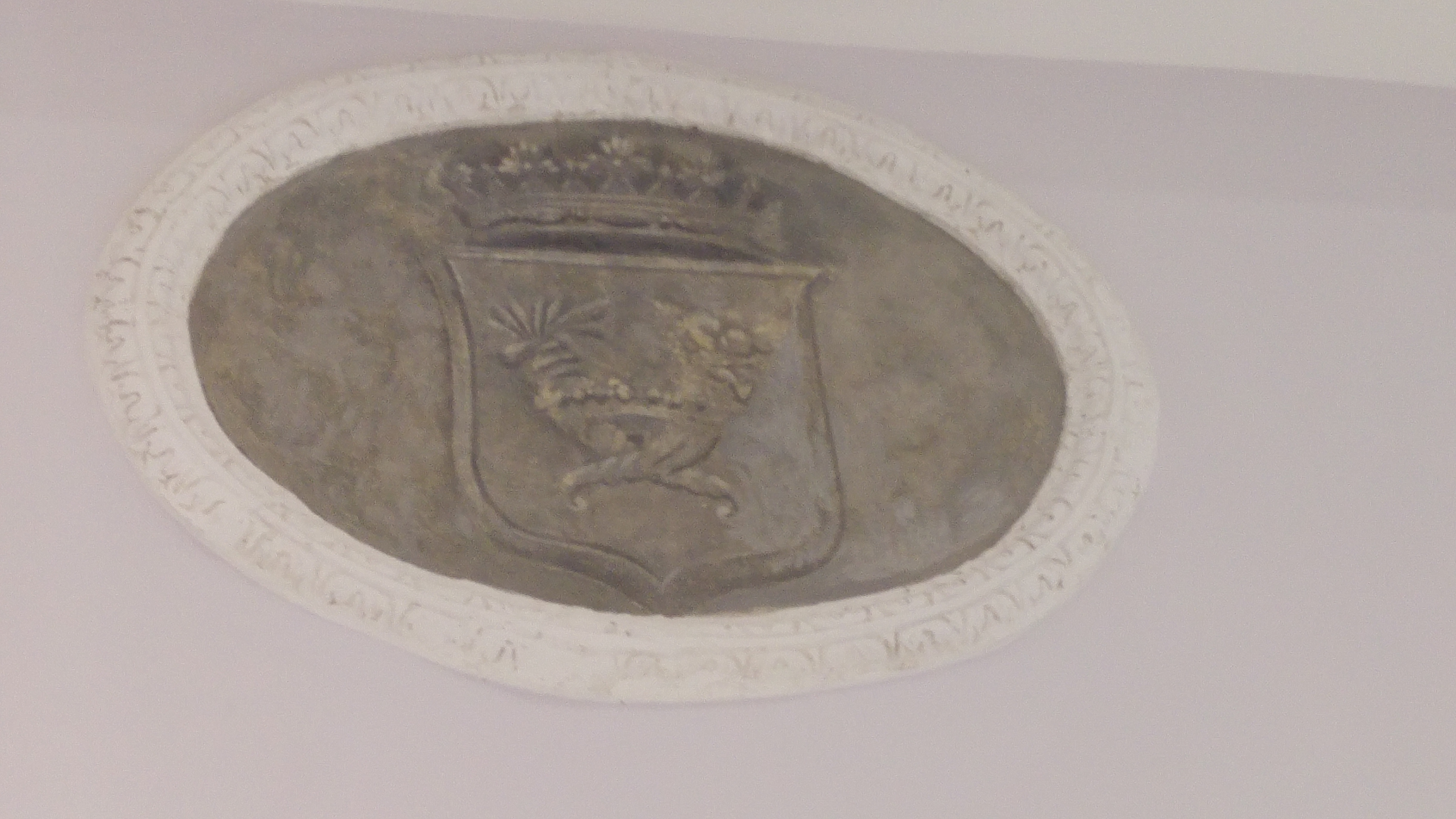
Affresco con stemma della provincia casertana